# Ghiacciaio Scott

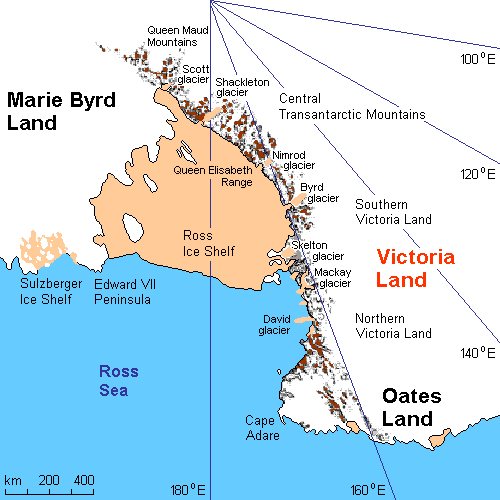
Il Ghiacciaio Scott si trova nella parte centrale-superiore della figura, subito sopra il vertice della Barriera di Ross (color arancio).

Il  Ghiacciaio Scott (in lingua inglese: Scott Glacier) è un importante ghiacciaio antartico lungo 120 miglia (190 km), che si origina nell'Altopiano Antartico nelle vicinanze del D'Angelo Bluff e del Monte Howe; di qui scende tra il Nilsen Plateau e i monti del Watson Escarpment fino a terminare nella Barriera di Ross, subito a ovest delle Tapley Mountains.
Fa parte dei grandi ghiacciai che si trovano sui Monti Transantartici assieme al Ghiacciaio Amundsen a ovest, al Ghiacciaio Leverett e al Ghiacciaio Reedy a est. Fluisce nelle Hays Mountains, catena montuosa che fa parte dei Monti della Regina Maud, in Antartide.
Fu scoperto nel 1929 dal gruppo guidato dal geologo Laurence McKinley Gould (1896-1995) che faceva parte della prima spedizione antartica dell'esploratore polare americano Richard Evelyn Byrd (ByrdAE) (1928-30).
La denominazione fu assegnata dall'Advisory Committee on Antarctic Names (US-ACAN) in onore del capitano Robert F. Scott, della Royal Navy, che guidava la British National Antarctic Expedition (BrNAE), 1901-04, e la British Antarctic Expedition (BrAE), 1910-13, e che perse la vita nel marzo 1912 durante il suo viaggio di ritorno dal Polo Sud, che egli aveva raggiunto il 18 gennaio 1912.